# 16494 Oka
A 16494 Oka (ideiglenes jelöléssel 1990 SP8) a Naprendszer kisbolygóövében található aszteroida. Eric Walter Elst fedezte fel 1990. szeptember 22-én.